# Ronnbergia deleonii
Ronnbergia deleonii är en gräsväxtart som beskrevs av Lyman Bradford Smith. Ronnbergia deleonii ingår i släktet Ronnbergia och familjen Bromeliaceae. Inga underarter finns listade i Catalogue of Life.